# Ikarus V187
Ikarus V187 — городской сочленённый заднеприводный автобус особо большой вместимости, производимый с 2010 года компанией Hungarian Vehicle Manufacturing Ltd. на основе продукции Auto Rad Controlle Kft. (ARC). В Сегеде по маршруту консорциума Ikarus-Škoda курсируют 13 троллейбусов, способных работать в режиме автономного вождения. По состоянию на 2023 год, у BKV имеется один автобус Ikarus V187. Компании Agria Volán и Hajdú Volán также имеют Ikarus V187, но с пятью дверьми.

## Modulo M168d
Modulo M168d, выпускающийся с 2016 года, является модернизированной версией Ikarus V187. В отличие от V187, M168d имеет принципиально другие переднюю и заднюю части. С апреля по июнь 2016 года автобус проходил испытания компанией BKV на 5 маршруте.
Первым заказчиком Modulo M168d стал Volánbusz, а позже — BKV. В 2018 году из-за банкротства Ikarus Unique завод не смог изготовить заказанные экземпляры, поэтому Volánbusz отменил поставки автобусов Ikarus V187. Оставшиеся автобусы поступили на предприятие BKV Zrt. Примеры: SGY-983 и SGY-985.
На момент 2021 года BKV имел 12 автобусов Modulo M168d.